# تشاندلر ديفيس
تشاندلر ديفيس (بالإنجليزية: Chandler Davis)‏‏ (12 أغسطس 1926 في ايثاكا - ) رياضياتي، وكاتب خيال علمي، وروائي من كندا.